# Djuptjärnen (Älvdalens socken, Dalarna, 679681-140525)
Djuptjärnen är en sjö i Älvdalens kommun i Dalarna och ingår i Dalälvens huvudavrinningsområde.